# Palácio Quintela
O Palácio Quintela, também designado Palácio do Barão de Quintela e Conde de Farrobo, é um palácio que se localiza na freguesia da Misericórdia, em Lisboa (antiga freguesia da Encarnação), construído por iniciativa da família dos Barões de Quintela para sua residência, no final do século XVIII.
Encontra-se limitado pela Rua do Alecrim a Ocidente, e pela Rua António Maria Cardoso (na altura designada por Rua do Tesouro Velho) a Oriente; a Norte, o edifício é confinante com o prédio envolvente da fachada sul da Igreja de Nossa Senhora da Encarnação e, a Sul, com os restantes prédios da Rua do Alecrim.
Trata-se de um palácio aristocrático setecentista, arquitecturalmente ecléctico de cunho neoclássico e neobarroco. Os interiores profusamente trabalhados datam de uma profunda campanha decorativa levada a cabo na década de 1820, onde participaram Giuseppe Cinatti e António Manuel da Fonseca, entre outros.
O Palácio Quintela está classificado como Imóvel de Interesse Público desde 1938.

## História
Já antes da sua construção, os terrenos onde mais tarde se viria a implantar o Palácio Quintela haviam sido ocupados por casas nobres pertencentes aos Condes de Vimioso: são arrematados em hasta pública, em 1648, por D. Afonso de Portugal, Marquês de Aguiar e Conde de Vimioso mas só em 1679 o Conde D. Miguel de Portugal converte a pequena moradia lá existente num palácio digno do seu estatuto nobiliárquico. A 25 de Novembro de 1726, o Palácio dos Condes de Vimioso é reduzido a escombros por um violento incêndio; as ruínas são compradas pelo licenciado André Rodrigues da Costa Barros, que nunca chegou a promover a reconstrução do palácio e, finalmente, a 1 de Novembro de 1755, o que restava do edifício é destruído no Terramoto de 1755. Nesse local, econtravam-se também cavalariças reais, e ainda um troço da Cerca Fernandina, que passaria sensivelmente pelo meio do actual palácio, nas imediações do qual se encontraria a Porta do Duque de Bragança.

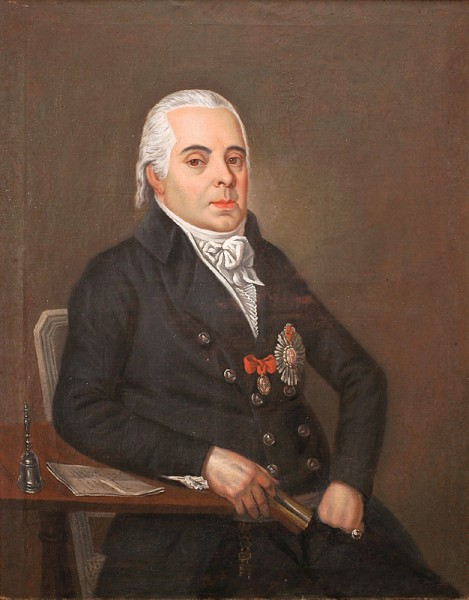
Joaquim Pedro Quintela, 1.º Barão de Quintela

A 2 de Junho de 1777, Luís Rebelo de Quintela, Juiz dos Feitos da Coroa e Fazenda da Casa da Suplicação e Desembargador dos Agravos do mesmo tribunal, adquire os terrenos à Irmandade do Sacramento. Com a sua morte, em 1782, o seu sobrinho Joaquim Pedro Quintela, importante comerciante e capitalista lisboeta, herda os terrenos e empreende a construção dum palácio em meados da década de 1780. William Beckford deixou descrita, nas suas memórias, a sua visita ao palácio a 3 de Novembro de 1787, acompanhado pelo Marquês de Marialva: o texto sugere que o palácio já estaria construído nos moldes actuais, mas que não estaria ainda habitado. O terreno fronteiro ao edifício, ocupado por uns casebres, é adquirido por Quintela em 1788, que acorda com os proprietários confinantes conservá-lo como largo, livre de construções: corresponde ao actual Largo do Barão de Quintela. A construção deste largo, que confere à fachada do palácio uma maior dignidade, acaba por marcar a dinâmica da malha urbana da zona. Em 1791, anexa à propriedade dois terrenos que permitiram a Quintela aumentar a àrea de jardim junto à fachada posterior do palácio — a compra destes dois terrenos obriga as Obras Públicas a suprimir a Travessa de São José, que ligava a Rua do Alecrim e a actual Rua António Maria Cardoso. Joaquim Pedro Quintela passa a habitar o palácio na década de 1790, certamente antes de 1793, porquanto há notícia de que Quintela terá mandado colocar iluminações na fachada do palácio como forma de celebrar o nascimento de D. Maria Teresa, Princesa da Beira.
D. Maria I concede a Joaquim Pedro Quintela o título de Barão de Quintela em 1805. O futuro 2.º Barão de Quintela (posteriormente elevado ao título de Conde de Farrobo em 1833 por D. Maria II), Joaquim Pedro Quintela filho, nasce já no Palácio Quintela, a 11 de Dezembro de 1801.
Em 1807, durante a primeira invasão francesa de Portugal, o General Jean-Andoche Junot ocupou o Palácio Quintela como Quartel-General bem como sua residência oficial enquanto Governador de Portugal em nome de Napoleão Bonaparte. Este facto atesta a importância, qualidade, e singularidade da casa do Barão de Quintela no panorama da arquitectura em Lisboa. Junot e sua esposa terão organizado festas e bailes no Palácio, dentre os quais se destaca um aparatoso evento no Dia de Reis.

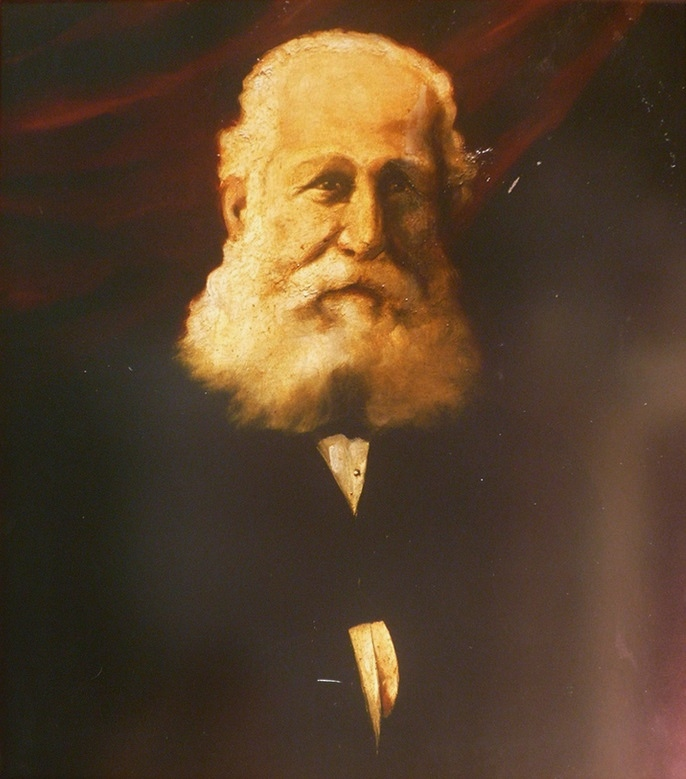
António Augusto de Carvalho Monteiro

Após a morte do 1.º Barão de Quintela em 1817, o tempo de Joaquim Pedro Quintela filho (2.º Barão de Quintela e 1.º Conde de Farrobo) é marcado pelas muito noticiadas festas oferecidas em sua casa, que eram verdadeiros sucessos sociais. Destaca-se um baile oferecido em homenagem a D. Pedro IV e seus oficiais do exército em 1833, na sequência da Guerra Civil. Outra importante contribuição do Conde de Farrobo foi a profunda campanha decorativa que promoveu, em 1822, dirigida pelo arquitecto Joannes Baptista Hilbrath, e onde colaboraram o estucador Félix Salla, o decorador Giuseppe Cinatti, e os pintores António Manuel da Fonseca e Cirilo Volkmar Machado. Testemunho destes artífices, no fresco representando o Rapto das Sabinas na Sala Romana, encontram-se os retratos de Hilbrath e Fonseca, trajando à romana.
Com o avançar da segunda metade do século XIX, o fausto da família Quintela-Farrobo aproximava-se do fim; quando o Conde de Farrobo morre em 1869 (na Sala Chinesa do Palácio Quintela), o palácio é rapidamente posto à venda, sendo adquirido em 1874 por Augusto Mendes Monteiro — que manda construir o portão que dá para a Rua do Tesouro Velho (actual Rua António Maria Cardoso), e abrir o óculo no frontão da fachada principal. De Augusto Mendes Monteiro, a casa passa para o seu filho, António Augusto de Carvalho Monteiro (o "Monteiro dos Milhões"), hoje talvez mais conhecido por ter mandado construir a Quinta da Regaleira, em Sintra. A casa mantém-se na família até 1927, ano em que D. Maria José Monteiro de Almeida se casa com D. Sebastião José de Carvalho Daun e Lorena, 8.º Marquês de Pombal, família a quem ainda hoje o palácio pertence.
No final do século XX, o palácio é arrendado ao Instituto de Arte e Decoração, onde fica sediado até à transferência das suas instalações para a Avenida D. Carlos I em 1997.
Em 2016, após um período de inactividade em que se encontrou fechado, o palácio recebeu obras de reabilitação e reabriu como um espaço gastronómico e de entretenimento, sob o nome "Palácio Chiado".